# Hammondia
Hammondia ist eine Gattung parasitischer Einzeller mit heteroxener Entwicklung. Die Gattung wurde 1975 von der eng verwandten Gattung Toxoplasma abgetrennt.
Endwirt sind Raubtiere wie Hunde und Katzen. Bei ihnen findet im Epithel des Dünndarms die geschlechtliche Vermehrung und die Sporulation statt. Die Oozyste enthält zwei Sporozysten mit je vier Sporozoiten und wird über den Kot ausgeschieden. Für den Endwirt sind Hammondia-Arten nicht krankheitsauslösend. Als Zwischenwirt dienen verschiedene Beutetiere wie Paarhufer und Nagetiere. Bei ihnen findet in der Skelettmuskulatur die ungeschlechtliche Vermehrung (Schizogonie) statt, wodurch sich mit Bradyzoiten gefüllte Zysten bilden, die von den Beutegreifern aufgenommen werden.
Zur Gattung werden folgende Arten gezählt:
- Hammondia hammondi
- Hammondia pardalis